# The Poodles
The Poodles és un grup de hard rock/heavy metal de Suècia.
Són coneguts pels seus hits "Metal Will Stand Tall" i "Night of Passion", que foren també la seua contribució al Melodifestivalen suec en 2006.
Tocaren també en el Sweden Rock Festival en 2006.

## Discografia

### Àlbums
- Metal Will Stand Tall (2006)
- Sweet Trade (2007)
- Clash Of The Elements (2009)
- No Quarter (Live) (2010)
- Performocracy (2011)

### Singles
- Night of Passion (2006)
- Metal Will Stand Tall feat. Tess Merkel (2006)
- Song For You (2006)
- Seven Seas feat. Peter Stormare (2007)
- Streets Of Fire (2007)
- Line Of Fire feat. E-Type (2008)
- Rais The Banner (2008) cançó oficial de Suècia als Jocs Olímpics de Pequín 2008